# Катарина Рената Австрийска
Катарина Рената Австрийска (на немски: Katharina Renata von Österreich; * 4 януари 1576, Грац; † 29 юни 1599, Грац) от фамилията Хабсбург, е ерцхерцогиня на Австрия.

## Живот
Дъщеря е на ерцхерцога на Австрия Карл Франц II (1540 –1590) и принцеса Мария Ана Баварска (1551 – 1608), дъщеря на херцог Албрехт V от Бавария.
Катарина Рената е сгодена за Ранучо I Фарнезе, херцог на Парма и Пиаченца (1569 – 1622). Тя умира на 23 години преди да се омъжи. Погребана е в базиликата на абатство Зекау.